# Vanonus uniformis
Vanonus uniformis is een keversoort uit de familie schijnsnoerhalskevers (Aderidae). De wetenschappelijke naam van de soort werd in 1990 gepubliceerd door Werner.